# Rote Schillerspinne
Die Rote Schillerspinne (Micaria fulgens), auch Rote oder Glänzende Ameisenplattbauchspinne genannt, ist eine Spinne aus der Familie der Plattbauchspinnen (Gnaphosidae). Die Art ist paläarktisch verbreitet und einer der häufigeren Vertreter der Schillerspinnen (Micaria).

## Merkmale

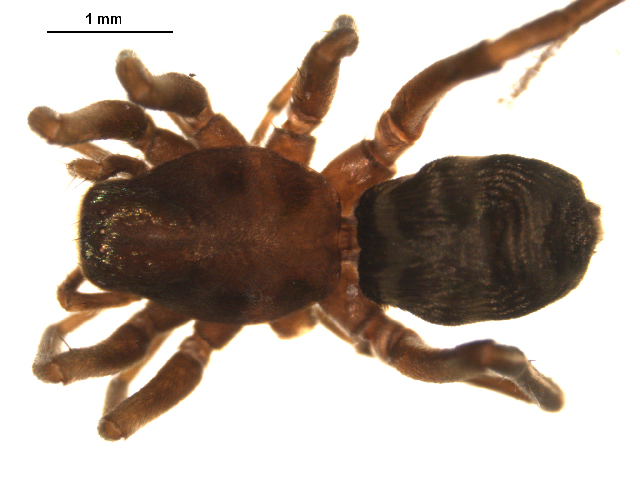
Präpariertes Weibchen im Biodiversity Institute of Ontario

Das Weibchen der Roten Schillerspinne erreicht eine Körperlänge von fünf bis sechs und das Männchen eine von 3,5 bis 5,5 Millimetern. Damit zählt die Rote Schillerspinne wie alle Schillerspinnen (Micaria) zu den kleineren Vertretern der Plattbauchspinnen. Die Grundfärbung der Art ist dunkelbraun.
Der Carapax (Rückenschild des Prosomas, bzw. Vorderkörpers) weist vorne am Bereich der Stirn und an der Vorderseite der Cheliceren (Kieferklauen) durch Irisierung (Lichtbrechung) metallisch rote sowie violette und hinten graue Schuppenhaare auf.
Die Femora (Schenkel) des ersten und zweiten Beinpaares verfügen auf der Dorsalseite über eine, die Femora des dritten und vierten Beinpaare auf der gleichen Seite über zwei Borsten.
Das Opisthosoma (Hinterleib) trägt drei Querbinden, die hellgrau, violett und blau schillern.

### Aufbau der Geschlechtsorgane
Die Bulbi (männliche Geschlechtsorgane) weisen eine kurz ausfallende Gliederung auf. Das Cymbium (Einfuhrorgan) eines einzelnen Bulbus trägt vier Borsten.
Die Epigyne (weibliches Geschlechtsorgan) wird durch eine sehr breit gebaute Querleiste charakterisiert.

### Ähnliche Arten

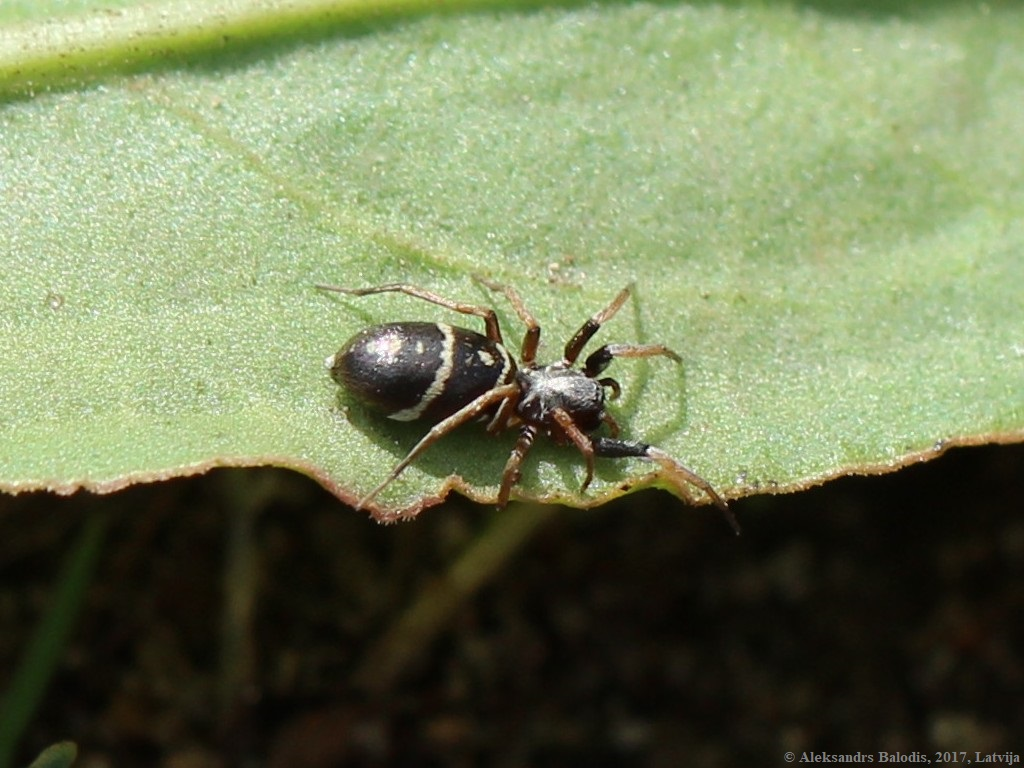
Alle anderen Arten der Schillerspinnen wie die Gewöhnliche Schillerspinne (Micaria pulicaria) weisen von der Roten Schillerspinne abweichende Färbungen und Zeichnungselemente auf.

Es kann zu Verwechslungen der Roten Schillerspinne mit anderen Arten innerhalb der Gattung der Schillerspinnen kommen, von denen sie sich jedoch durch ihre Opisthosomazeichnung und besonders durch die irisierenden Schuppenhaare unterscheiden lässt.

## Vorkommen
Das Verbreitungsgebiet der Roten Schillerspinne umfasst Europa, Kaukasien, Russland (europäischer Teil bis Südsibirien), Zentralasien und China. Die Art kommt in Europa fast flächendeckend vor. Sie fehlt lediglich auf einigen Inseln und in kleineren Gebieten wie im nördlichen europäischen Gebiet Russlands mitsamt der Doppelinsel Nowaja Semlja und der Oblast Kaliningrad, auf Island, den Britischen Inseln, Belarus, der Republik Moldau, Bosnien und Herzegowina, dem Kosovo, den Balearischen Inseln sowie den Mittelmeerinseln Sardinien, Korsika, Sizilien und Kreta, der gesamten Türkei einschließlich dem europäischen Teil und Armenien.

### Lebensräume

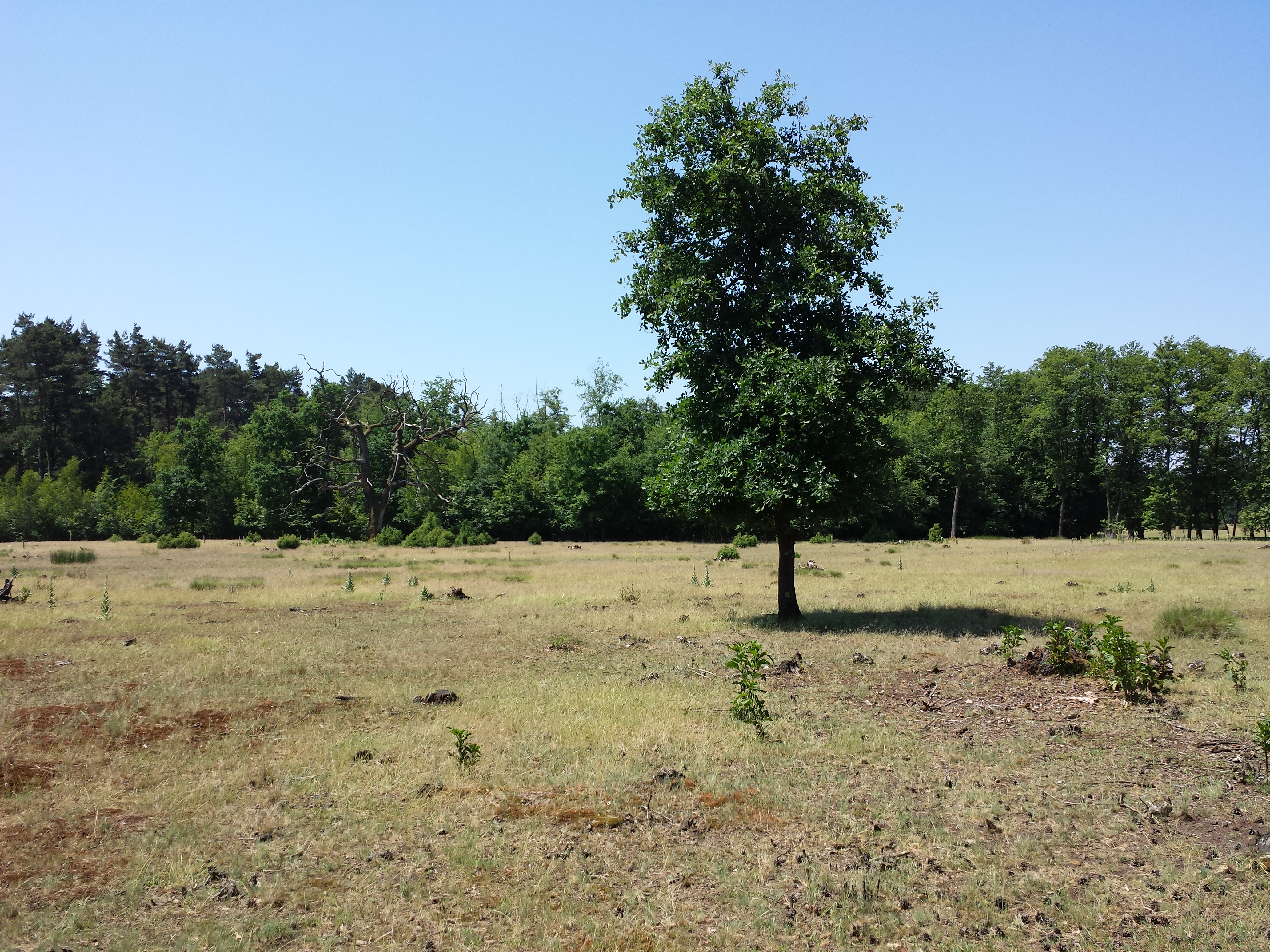
Die Rote Schillerspinne kann mitunter in besonnten und sandigen Habitaten wie diesem Trockenrasen im ungarischen Dorf Darány gefunden werden.

Die Rote Schillerspinne ist eine xerophile (trockenliebende) Art, die vor allem sandige Habitate mit dieser Eigenschaft, etwa Trockenrasen bewohnt. Darüber hinaus kann die Art auch an warmen Hängen, in Geröllhalden und an Gebäuden gefunden werden.

### Bedrohung und Schutz
Die Gewöhnliche Schillerspinne ist im Allgemeinen weit verbreitet und nicht selten. In der Roten Liste gefährdeter Arten Tiere, Pflanzen und Pilze Deutschlands etwa wird die Rote Schillerspinne als „ungefährdet“ eingestuft, womit sie in Deutschland keinem Schutzstatus unterliegt. Etwas anders verhält sich die Gesamtsituation der Roten Schillerspinne in Tschechien, wo die Art ebenfalls von der IUCN in die Kategorie LC („least concern“) gestuft wird, jedoch ein Rückgang der Populationen und damit eine zunehmende Gefährdung zu vermerken ist.
Der allgemeine Bestand der Roten Schillerspinne wird von der IUCN nicht erfasst.

## Lebensweise
Die Rote Schillerspinne zählt wie alle Schillerspinnen zu den tagaktiven Plattbauchspinnen und ist wie nahezu alle Vertreter der Familie bodenbewohnend. Dabei läuft sie oftmals recht flink am Boden umher. Sie verbringt die Nacht wie andere tagaktive Plattbauchspinnen in einem für die Familie typischen Gespinstsack.

### Jagdverhalten und Beutefang
Wie nahezu alle Spinnen, ernährt sich auch die Rote Schillerspinne ausschließlich räuberisch von anderen Gliederfüßern und wendet dafür das für Plattbauchspinnen typische Jagdschema an (siehe dazu den Abschnitt „Jagdweisen“ im Artikel Plattbauchspinnen). Die Spinne springt also Beutetiere einfach an und setzt sie anschließend mit einem mithilfe der Cheliceren versetzten Giftbiss außer Gefecht oder macht das Beutetier durch an diesem und den Bodengrund angeheftete Spinnfäden flucht- und wehrunfähig, ehe sie das Beutetier dann durch den Giftbiss lähmt und anschließend verzehrt.

### Lebenszyklus
Wie andere in den gemäßigten Klimazonen verbreitete Spinnenarten, weist auch die Rote Schillerspinne einen über die Jahreszeiten aufgeteilten Lebenszyklus auf.

#### Phänologie
Die Aktivitätszeit der ausgewachsenen Tiere der Roten Schillerspinne umfasst bei beiden Geschlechtern den Zeitraum zwischen den Monaten Mai und August.

#### Fortpflanzung
Das Paarungsverhalten der Roten Schillerspinne ist wie bei vielen anderen Plattbauchspinnen unerforscht. Das Weibchen fertigt einige Zeit nach der Paarung einen scheibenförmigen Eikokon an, den es bis zum Schlupf der Jungtiere bewacht. Diese entwickeln sich noch im Jahr ihres Schlupfes fast vollständig zu geschlechtsreifen Individuen und überwintern im letzten Stadium. Als Aufenthaltsort zur Überwinterung werden oftmals leere Schneckenhäuser angenommen, wobei sich nicht selten mehrere Exemplare der Art ein einzelnes Schneckenhaus teilen.

## Systematik
Die Rote Schillerspinne wurde 1802 bei ihrer Erstbeschreibung vom Autor Charles Athanase Walckenaer wie damals alle Spinnen in die nicht mehr bestehende Gattung Aranea eingeordnet, ehe sie, nachdem sie zuvor von verschiedenen Autoren unter unterschiedlichen Bezeichnungen geführt wurde, 1897 von Cornelius Chyzer und Władysław Kulczyński endgültig unter ihrer heutigen Bezeichnung Micaria fulgens in die Gattung der Schillerspinnen (Micaria) eingegliedert wurde.
Die Rote Schillerspinne ist überdies die Typusart der Gattung Micaria.